# 小鳳仙 (歌妓)
小凤仙（1900年8月—1954年或1976年），原籍浙江錢塘，原名朱筱凤，“小凤仙”是她卖唱时的艺名。她还改过筱凤仙、张凤云、张洗非、曾小凤这几个名字。小凤仙是著名的歌妓，传言其曾帮助共和名将蔡锷将军逃离袁世凯的软禁。对于小凤仙的去世时间，有1954年和1976年两种说法。

## 籍贯
谭戒甫在《蔡公松坡之轶事四则》中说小凤仙是杭州人。《盛京时报》中说小凤仙原来姓张，是河南人。余澹园在《平山堂札记》中说，小凤仙是扬州盐商尤家之后，因官司家道中落，母亲死于火灾，她被二舅卖到苏州妓院。范烟桥在《小凤仙身世之谜》中称她是扬州街头弃婴，被妓女收养。在1951年，梅兰芳到沈阳时小凤仙亲自拜访，梅兰芳的秘书许姬传记下了小凤仙说的原话。小凤仙自称原姓朱，后来跟着扶养她的奶妈姓张，是浙江人。

## 生平

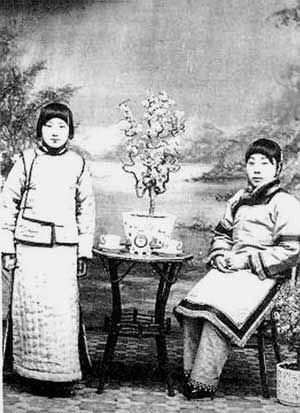
小凤仙（右）与他人合影

### 早年生活
小凤仙的父亲姓朱，是一位落寞的清军武官，后来被解职。小鳳仙为偏房所生，光緒年間，舉家流寓湖南湘潭，父親因經商傾家蕩產。生父去世后，因母亲是偏房，备受大母虐待，小凤仙不得已和生母离开朱家单过，不久母亲也病逝了。一位姓张的奶妈收养了小凤仙，她跟着对方姓张。辛亥年时，奶妈在浙江抚台增韫将军家帮佣，小凤仙在增家居住过。后来革命军炮轰增府，奶妈又带她逃到上海。因衣食无着，奶妈把她押给一位胡姓艺人，小凤仙便跟着对方学戏，到南京卖唱为生，取了艺名“小凤仙”。在小凤仙十三岁那年，张勋攻打南京，她跟胡姓艺人又逃回上海。后来小鳳仙被賣到妓院，是北京八大胡同的「陝西巷雲吉班」，她在云吉班中卖唱当歌女。也有说法是，胡姓艺人把小凤仙卖给出版过小说《鲁男子》的曾孟朴的家里当奴婢，之后曾孟朴又把她带到北平，卖给妓院云吉班，小凤仙开始卖唱当歌女。小凤仙能识文断字，会写歌词，可以演奏二胡和琵琶，并且会唱京剧，很快便脱颖而出成了名妓。

### 与蔡鍔
小凤仙与蔡鍔之间流传着许多不实的传言。如：“在袁世凱稱帝前夕，小凤仙助蔡鍔逃離北平”，实际协助者为蔡锷侧室潘蕙英。小凤仙本人既不知情，也未参与蔡锷逃走之事；小鳳仙助蔡鍔逃離北平至天津，是真實的：那一次小鳳仙特意妝扮和蔡鍔手挽著手，在眾人面前故意到中央公園去遊玩，而與蔡鍔散步到品茗的時間，坐下來後，還勸蔡鍔把帽子與長杉以及錢袋都放在桌子上，繼續聊天，那些偵探們也是坐在小鳳仙與蔡鍔桌子座位的周遭來巡視。但事實上，正計劃要逃走，而蔡鍔則藉口要解手，還大聲的說叫小鳳仙不要離開等他回來，小鳳仙便靜靜的等待，那些偵探看蔡鍔的帽子、長杉以及錢袋全部都在，況且從不離開他的小鳳仙也沒有跟在其旁邊，就安心的讓他去解手，蔡鍔繞道離開中央公園，直奔交通部長曾鯤化之家中，他早已準備好接待的馬車，蔡鍔也男扮女裝成為曾鯤化的內眷，坐著轎子上了火車到天津。1916年11月8日，蔡锷病逝於日本福冈大学医院后，各种报刊随即刊登了一些托名小凤仙的挽联、悼文，实际上都是各地好事者所撰写，与小凤仙本人并无关系；此外，在各种文艺作品中，蔡锷和小凤仙被虚构并演绎成一段爱情故事的主角。

### 安度晚年
当年蔡锷脱身后，小凤仙离开北京，在天津结识了一位奉系军官，嫁给了他并随他到了东北，一起到沈阳生活。另有一种说法是，小凤仙在沈阳有一个干妹妹，她过来投奔干妹妹。有人说她初到沈阳时曾和名伶孟小冬的妹妹孟幼冬同住，又给自己起了个新名字，叫张洗非。小凤仙晚年住在沈阳大西门外，经常到附近的金城影院看戏听书，碰见了有同样爱好的李振海。小凤仙年轻时到过奉天大帅府，与赵四小姐有交往，那时李振海在帅府做工。小凤仙和李振海走进了婚姻。李振海也是再婚，原来有四个孩子，小凤仙成为孩子们的继母，一家人一起生活。他们夫妇感情非常好，小凤仙她晚年喜欢拉二胡和扭秧歌。
在1951年初，京剧艺术大师梅兰芳率剧团去朝鲜慰问赴朝参战的志愿军，途经沈阳演出，下榻于当时东北人民政府交际处的招待所。小凤仙和梅兰芳联系之后，得以见面。梅兰芳托人解决小凤仙的工作问题，小凤仙被安排在省政府幼儿园里工作。对于小凤仙的去世时间有不同的说法，有说法是在1952年，小凤仙患上了老年痴呆症，身体状况每况愈下，于1954年去世。还有一种说法是，小凤仙死于1976年，据说她是在上公共厕所的时候，突然脑溢血，倒在了地上，再也没有起来。

## 个人作品
歌唱作品
其一：调寄《柳摇金》
骊歌一曲开琼宴，且将子饯，你倡义心坚，不辞冒险，浊酒一杯劝，料着你食难下咽。你莫认作离筵，是我两人大纪念。
其二：调寄《帝子花》
燕婉情你体留恋，我这里百年预约来生券，切莫一缕情丝两地牵。如果所谋未遂或他日啊！化作地下并头莲，再了前生愿。
其三：调寄《学士中》
你须计出万全，力把渠魁殄灭！若推不倒老袁啊？休说你自愧生旋，就是侬也羞见先生面，要相见，到黄泉。
两幅挽联
其一：
不幸周郎竟短命，
早知李靖是英雄。
其二：
万里南天鹏翼，直上扶摇，那堪忧患余生，萍水姻缘成一梦；
几年北地胭脂，自悲沦落，赢得英雄知己，桃花颜色亦千秋。

## 影视形象
- 胡蝶：1932年電影《自由之花》
- 李麗華：1953年電影《小鳳仙》
- 殷巧兒：1973年香港無綫電視劇《小鳳仙》
- 李璇：1974年臺灣華視電視劇《小鳳仙與蔡松坡》
- 何莉莉：1974年邵氏電影《五大漢》（鮑學禮導演執導）
- 狄波拉：1976年香港單元電視劇《近代豪俠傳》之《小鳳仙》
- 許秀年：1981年臺灣單元歌仔戲《傳奇故事》之《蔡松坡与小鳳仙》
- 張瑜：1980年代初，中國大陸電影《知音》
- 邱于庭：1985年台湾中視電視劇《大將軍與小鳳仙》
- 梁珮玲：1990年香港無綫電視劇《螳螂小子》
- 劉曉慶：1998年中國大陸電視劇《逃之戀》
- 蔣勤勤、舒暢：1998年中國大陸電視劇《小鳳仙的故事》
- 周海媚：2009年香港無綫電視劇《蔡鍔與小鳳仙》
- Angelababy：2011年中國電影《建黨偉業》
- 王力可：2011年中国大陆电视剧《护国军魂传奇》
- 姚笛：2011年中国大陆电视剧《护国大将军》
- 孙格：2011年中国大陆电视剧《辛亥革命》